# Wittich Schobert

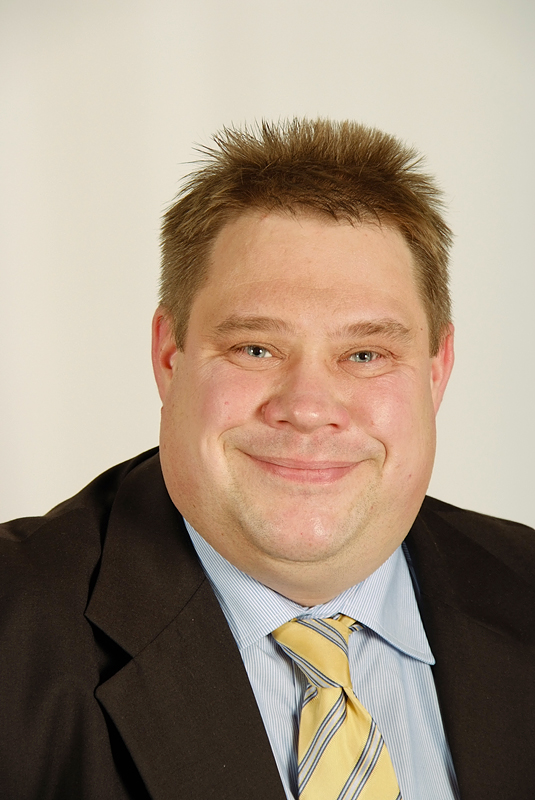
Wittich Schobert (2009)

Wittich Schobert (* 4. Juli 1970 in Helmstedt) ist ein deutscher Politiker (CDU) und Bürgermeister der Kreisstadt Helmstedt.
Nach dem Abitur absolvierte er eine Ausbildung zum Groß- und Außenhandelskaufmann in Wolfsburg. Bis 1999 war Wittich Schobert als leitender Redakteur tätig und ist seitdem Mitherausgeber des Helmstedter Sonntag.
Schobert ist seit 1986 Mitglied der Jungen Union (JU) und seit 2003 Ehrenmitglied des JU-Kreisverbandes Helmstedt. 1987 trat Wittich Schobert der CDU bei; von 2001 bis 2012 war er Vorsitzender des CDU-Kreisverbandes Helmstedt.
Im Alter von 21 Jahren wurde er 1991 in seinem Heimatdorf Barmke zum Ortsbürgermeister gewählt; seinerzeit war er der jüngste ehrenamtliche Bürgermeister in Deutschland. 
Von 2003 bis zum 9. November 2011 gehörte Schobert dem Niedersächsischen Landtag an; er war direkt gewählter Abgeordneter des Wahlkreises Helmstedt. 2011 wurde er als Nachfolger von Heinz-Dieter Eisermann zum Bürgermeister der Stadt Helmstedt gewählt. Er setzte sich hierbei mit 45,7 % der Stimmen gegen Friedhelm Possemeyer (SPD, 33,7 %) und Frank Neddermeyer (parteilos, 20,6 %) durch. Daraufhin legte Schobert sein Abgeordnetenmandat nieder; für ihn rückte Joachim Stünkel in den Landtag nach. Am 24. September 2017 wurde er erneut gewählt mit 55,50 % gegen Hans-Jürgen Schünemann (SPD 33,26 %), Stefan Broughman (AfD 6,27 %) und Verena Ahrendts (UWG 4,97 %).
Schobert ist Ehrenpräsident des Barmker Junggesellenvereins.